# When We Were Twenty-One (film 1915)
When We Were Twenty-One è un film muto del 1915 diretto da Hugh Ford e Edwin S. Porter. Interpretato da William Elliott, è l'adattamento cinematografico dell'omonima commedia del 1900 di H.V. Esmond. La storia sarebbe stata portata in seguito sullo schermo con il film del 1921 When We Were 21 di Henry King e, nel 1930, da The Truth About Youth, interpretato da Loretta Young.

## Produzione
Il film fu prodotto dalla Famous Players Film Company

## Distribuzione
Distribuito dalla Paramount Pictures (con il nome Famous Players-Lasky Corporation), il film - presentato da Daniel Frohman - uscì nelle sale cinematografiche statunitensi il 5 aprile 1915 dopo una prima tenuta a New York il 28 marzo 1915.